# ソーントン (駆逐艦)
|          |                                                                               |
| 艦歴     |                                                                               |
| 発注     |                                                                               |
| 起工     | 1918年6月3日                                                                  |
| 進水     | 1919年3月2日                                                                  |
| 就役     | 1919年7月15日 1940年5月25日                                                   |
| 退役     | 1922年5月24日 1945年5月2日                                                    |
| 除籍     | 1945年8月13日                                                                 |
| その後   | 1945年4月5日に衝突大破 1945年5月2日に座礁放棄 船体は1957年7月に琉球政府に移管 |
| 性能諸元 |                                                                               |
| 排水量   | 1,215トン                                                                     |
| 全長     | 314 ft 4.5 in (95.8 m)                                                        |
| 全幅     | 30 ft 11.5 in (9.44 m)                                                        |
| 吃水     | 9 ft 9.75 in (2.99 m)                                                         |
| 機関     | 2缶 蒸気タービン2基 2軸推進、13,500shp                                        |
| 最大速   | 駆逐艦当時 34.72 ノット (64.30 km/h)                                          |
| 乗員     | 士官、兵員122名                                                               |
| 兵装     | 駆逐艦当時 4インチ砲4門、3インチ砲1門、21インチ魚雷発射管12門                 |

ソーントン (USS Thornton, DD-270/AVD-11) は、アメリカ海軍の駆逐艦、水上機母艦。クレムソン級駆逐艦の1隻。艦名は、南北戦争で活躍したジェームズ・ソーントンとライアン・ソーントンの兄弟にちなむ。その名を持つ艦艇としては水雷艇の初代に続いて2隻目。

## 艦歴
ソーントンはマサチューセッツ州スカンダムのベスレヘム造船で1918年6月3日に起工し、1919年3月2日にマルシア・ソーントン・デイヴィス夫人によって進水、艦長A・G・スティアリング中佐の指揮下1919年7月5日に就役する。竣工後、ソーントンは8月26日にヨーロッパに向けて出港し、アゾレス諸島を経由して9月15日にジブラルタルに到着した。1919年の残りの期間は大西洋岸および地中海の諸港への訪問にあてられた。1920年2月12日にボストンに戻り、3月27日に太平洋方面に向かうまで停泊する。メキシコ湾沿いのいくつかの港を訪問したあと、4月30日にパナマ運河を通過。メキシコ西岸沿いを北上し、サリナ・クルス、マンザニロおよびグアイマスに寄港。5月27日にサンディエゴに到着し、2年もの間はカリフォルニア沿岸部で行動した。1922年5月24日、ソーントンはサンディエゴで予備艦入りし、1920年代の残りの期間と1930年代を予備艦として過ごした。
1940年5月25日、ソーントンは再就役するが、間もなく水上機母艦への改装が行われることとなり、6月24日にベスレヘム造船サンフランシスコ造船所に回航される。8月2日付で類別が AVD-11 に変更され、改装工事は1941年初旬に終わった。ソーントンは1941年3月5日に艦長ウェンデル・F・クライン少佐の指揮下で水上機母艦として就役する。4月8日にサンペドロで太平洋艦隊司令長官ハズバンド・キンメル大将の巡視を受けたあと出港し、10日後に真珠湾に到着した。1942年8月までは真珠湾を根拠地とし、16か月もの間に1941年12月7日の真珠湾攻撃を挟んでミッドウェー島、ウェーク島およびパルミラ環礁といった第14海軍区管轄内の島嶼へ頻繁に航海した。
真珠湾攻撃時、ソーントンは潜水艦基地に係留されていた。7時56分からの日本機の攻撃に対し、ソーントンの乗組員は4名の予備少尉の指揮の下で2分と経たないうちに迎撃態勢を整えた。乗組員は使用可能なすべての兵器、50口径機銃4門、ルイス軽機関銃3丁、ブローニング銃3丁、30口径機銃、そしてスプリングフィールド銃で日本機を迎撃。ソーントンは僚艦ハルバート (USS Hulbert, AVD-6) は第一次攻撃では日本の雷撃機の目標にされ、9時10分ごろから9時17分ごろにかけての第二次攻撃においても近くの給油艦ネオショー (USS Neosho, AO–23) とともに攻撃にさらされた。幸い、ソーントンでは攻撃による死傷者は出なかった。
真珠湾攻撃のあと、ソーントンはバラード (USS Ballard, AVD-10) とともにフレンチフリゲート瀬に進出して偵察機のための支援艦となる。1942年3月3日夜に日本海軍が実施したK作戦において飛来してきた二式大艇の出所を推測した際に、フレンチフリゲート瀬があやしいと眼目を付けた者がいたため、急遽艦艇と若干の陸上部隊を派遣したことにともなう行動であった。1942年6月のミッドウェー海戦のあと、日本軍に占領されたウェーク島を除く第14海軍区管轄内の島嶼への航海を再開する。ソーントンは1942年8月25日に真珠湾を出港して北に向かい、8月30日にコディアックに到着。次の2か月の間、第8任務部隊に属してアラスカ方面で行動。秋に入ってコディアック、アッツ島およびチェルノフスキー島方面を警戒したあと10月21日にコディアックを発ち、真珠湾に向かう。10月30日から11月10日まで真珠湾に停泊したあと南太平洋に向かい、フィジーのスバ、フナフティ島、サンタクルーズ諸島のバニコロ島を経て1943年7月18日にエスピリトゥサント島に到着する。しばらく停泊ののち11月11日にガダルカナル島に向けて出港、11月13日から15日の間は水上機母艦シャンデラー (USS Chandeleur, AV-10) を護衛した。南太平洋での任務を終えたあと、ソーントンは西海岸に向かい、1944年2月5日から8日まで真珠湾に停泊したのち、2月17日にメア・アイランド海軍造船所に到着して10か月におよぶ大規模な修理を受けることとなった。
12月3日、修理を終えたソーントンはサンペドロを出港して西に向かった。12月下旬から1945年2月までは真珠湾に停泊し、2月22日に来る沖縄戦に備えるため真珠湾を出港する。3月にエニウェトク環礁とウルシー環礁に立ち寄ったあと、沖縄近海に向かった。4月5日、ソーントンは沖縄南方で南部攻撃部隊の偵察群の一艦として行動中、北緯24度24分 東経128度58分 / 北緯24.400度 東経128.967度の地点で給油艦アシュタブラ (USS Ashtabula, AO-51) およびエスカランテ (USS Escalante, AO-70) と相次いで衝突。ソーントンは右舷側に大きな損傷を蒙った。4月14日に曳航されて慶良間諸島の泊地に到着するが、4月29日にいたってソーントンを放棄する勧告が出された。ソーントンは必要かつ転用可能な物資や部品を確保したのち、ハルクとして浜辺に座礁し、放棄された。その後、1945年5月2日付で退役して8月13日付で除籍、ソーントンの船体は1957年に廃用となって琉球政府に移管された。
ソーントンは第二次世界大戦の戦功で3個の従軍星章を受章した。